# Денисов, Александр Петрович (футболист)
Александр Петрович Денисов (25 декабря 1931, Дудкино, ныне — Владимирская область, СССР) — советский футболист, нападающий. Мастер спорта СССР (1956).

## Биография
В книге Ю. Лукосяка «Кто есть кто в петербургском футболе» местом рождения Денисова указано дер. Дудкино, Николагорского района, Владимирской области. Однако, Никологорский район был образован только 25 января 1935 года в составе Ивановской Промышленной области, с центром в рабочем посёлке Никологоры, путём выделения из части территории Вязниковского района. В интервью 2006 года место рождения — деревня Дудкино Владимирской области. В ряде источников местом рождения ошибочно указан Нижний Новгород.
Вскоре семья Денисова переехала в город Горький. В футбол Александр начал под руководством отца, в 1946 году уже стал чемпионом первенства железных дорог СССР в составе «Локомотива» (Горький). В 1947 году играл в дублирующем составе московского «Локомотива», куда был приглашён Борисом Апухтиным. В 1949—1954 годах выступал за горьковское «Торпедо», в 1951 и 1954 годах сыграл 26 игр, забил 2 мяча в классе «А». Три следующих сезона отыграл в ленинградском «Зените», провёл, по разным данным, 39 или 40 матчей, забил 11 мячей, в 1955 году стал лучшим бомбардиром команды.
Выступал за «Адмиралтеец» (1957—1958), «Черноморец» (Одесса) (1959), «Торпедо» (Горький) (1960). Позже выступал в чемпионате Ленинграда за ГОМЗ (1960—1961), «Адмиралтеец» (1962), «Кировский завод» (1963).
В 1956 году в составе сборной Ленинграда занял 4-е место на Спартакиаде народов СССР, за что получил звание «Мастера спорта».
В 1960 окончил Ленинградский техникум физкультуры, в 1966 — ГОЛИФК имени П. Ф. Лесгафта.
В качестве судьи республиканской категории обслуживал соревнования Ленинграда и области. Тренировал команду Кировского завода, ДЮШ Василеостровского района, «Горняк» (Ленинград).
Работал старшим преподавателем кафедры физического воспитания Горного института (1966—1967).
Во время матча на первенство Ленинграда получил травму, перенёс ряд операций, но в итоге потерял зрение.
Награждён медалью «Ветеран труда», грамотой РФС (1997).